# Hot Fuss
Hot Fuss debitantski je studijski album američkog rock sastava The Killers, objavljen 7. lipnja 2004. godine, primljen s iznimno oprečnim ocjenama kritike i vrlo uspješno prodan.

## O albumu
Hot Fuss svoju inspiraciju crpi iz pop glazbe '80ih i rocka '90ih, te evocira sastave koji su tad bili u naponu snage: New Order, Oasis, The Smithse, pa čak i Duran Duran iz mirnije faze. Sve pjesme napisao je vokalist sastava Brandon Flowers uspomoć drugih članova. Album je postigao zlatnu nakladu u prodaji.

## Popis pjesama
Popis s britanske inačice albuma, kakva se prodavala u Hrvatskoj.
1. Jenny Was A Friend of Mine (Flowers, Stoermer)
2. Mr. Brightside (Flowers, Keuning)
3. Smile Like You Mean It (Flowers, Stoermer)
4. Somebody Told Me (The Killers)
5. All These Things That I've Done (Flowers)
6. Andy, You're a Star (Flowers)
7. On Top (The Killers)
8. Glamorous Indie Rock & Roll (The Killers)
9. Believe Me Natalie (Flowers, Vannucci)
10. Midnight Show (Flowers, Stoermer)
11. Everything Will Be Alright (Flowers)

## Singlovi
- Somebody Told Me (15. ožujka 2004.)
- Mr. Brightside (24. svibnja 2004.)
- All These Things That I've Done (30. kolovoza 2004.)
- Smile Like You Mean It (2. svibnja 2005.)

## Vanjske poveznice
Službene web-stranice The Killersa